# 대한민국의 고등학교 국어 교과목
대한민국의 고등학교 국어 교과목은 대한민국의 고등학교에서 국어 배우는 과목이다. 단위 수업 시간은 50분이다.

## 교육과정

### 국민 기본 공통 교과
국민공통교육과정에 해당하는 교과목이다.
- 5차 교육과정 : 국어
- 6차 교육과정 : 국어
- 7차 교육과정 : 국어 (상), 국어 (하)
- 2007 개정 교육과정 : 국어 (상), 국어 (하)
- 2009 개정 교육과정 : 국어 I, 국어 II
- 2015 개정 교육과정 : 국어

### 선택 중심 교과
국어과 심화선택과목에 해당하는 교과목으로서, 대부분의 인문계 고등학교에서 과목을 이수시킨다.
- 5차 교육과정 - 문학, 작문, 문법
  - 문학 : 문학의 본질과 한국 문학의 특징, 문학 작품의 이해 및 감상, 한국 문학의 민족 문학적 특성
  - 작문 : 작문의 특성, 작문의 원리, 작문의 실제
  - 문법 : 언어의 본질과 국어의 특질, 국어의 이해와 분석
- 6차 교육과정 - 문학, 화법, 독서, 작문, 문법
  - 문학 : 문학의 본질과 기능, 문학 작품의 이해와 감상, 한국 문학과 세계 문학
  - 화법 : 화법의 본질, 화법의 원리, 화법의 실제
  - 독서 : 독서의 본질, 독서의 원리, 독서의 실제
  - 작문 : 작문의 특성, 작문의 원리, 작문의 실제
  - 문법 : 언어의 본질과 국어의 특질, 국어의 이해, 국어사용의 실제
- 7차 교육과정 - 국어생활, 화법, 독서, 작문, 문법, 문학
  - 국어생활 : 국어와 우리의 삶, 국어 생활의 실천, 국어 생활과 국어 정신
  - 화법 : 화법의 본질, 화법의 원리, 화법의 태도
  - 독서 : 독서의 본질, 독서의 원리, 독서의 태도
  - 작문 : 작문의 본질, 작문의 원리, 작문의 태도
  - 문법 : 언어와 국어, 국어 알기, 국어 가꾸기
  - 문학 : 문학의 본질, 문학의 수용과 창작, 문학과 문화, 문학의 가치화와 태도
- 2007 개정 교육과정 - 화법, 독서, 작문, 문법, 문학
  - 화법 : 지식, 기능
  - 독서 : 지식, 기능
  - 작문 : 지식, 기능
  - 문법 : 국어와 앎, 국어와 삶, 국어와 얼
  - 문학 : 문학의 성격, 문학 활동, 문학의 위상, 문학의 삶
  - 매체언어 : 매체 언어의 성격, 매체 언어와 사회 · 문화, 매체 언어의 수용과 생산
- 2009 개정 교육과정 - 화법과 작문 1 · 2, 독서와 문법 1 · 2, 문학 1 · 2
  - 화법과 작문 I : (화법) 지식, 기능 (작문) 지식, 기능
  - 화법과 작문 II : (화법) 답화 유형 (작문) 글의 유형
  - 독서와 문법 I : (독서) 지식, 기능 (문법) 국어와 앎, 국어와 삶
  - 독서와 문법 II : (독서) 글의 유형 (문법) 국어와 규범, 국어와 얼
  - 문학 I : 문학의 성격, 문학 활동
  - 문학 II : 문학의 위상, 문학과 삶
- 2011 개정 교육과정 - 문학, 화법과 작문, 독서와 문법
  - 문학 : 문학의 수용과 생산, 문학과 문화, 한국 문학의 특질, 한국 문학의 흐름, 문학과 성찰, 문학과 상생
  - 화법과 작문 : 표현과 소통, 정보 전달을 위한 화법과 작문, 설득을 위한 화법과 작문, 자기표현과 사회적 상호 작용을 화법과 작문, 표현과 문화
  - 독서와 문법 : 독서의 본질, 국어의 구조와 국어 생활, 글의 구조와 독서의 방법, 독서와 실제와 국어 자료의 탐구
- 2015 개정 교육과정(일반) : 문학, 독서, 화법과 작문, 언어와 매체
  - 문학 : 문학의 본질, 문학의 수용과 생산, 한국 문학의 성격과 역사, 문학에 대한 태도
  - 독서 : 독서의 본질, 독서의 방법, 독서의 분야, 독서의 태도
  - 언어와 매체 : 언어와 매체의 본질, 국어의 탐구와 활용, 매체 언어의 탐구와 활용, 언어와 매체에 관한 태도
  - 화법과 작문 : 화법과 작문의 본질, 화법의 원리와 실제, 작문의 원리와 실제, 화법과 작문의 태도
- 2015 개정 교육과정(진로) - 실용국어, 심화국어, 고전 읽기
  - 실용국어 : 직무 어휘와 어법, 정보의 해석과 조직, 설득과 협력적 문제 해결, 대인 관계와 의사소통, 문화와 교양
  - 심화국어 : 논리적 사고와 의사소통, 비판적 사고와 문제 해결, 창의적 사고와 문화 활동, 윤리적 사고와 학문 활동
  - 고전 읽기 : 고전의 가치, 고전의 수용, 고전과 국어 능력, 고전과 삶

## 같이 보기
- 대한민국의 고등학교 교과목